# Lasión

Mapa con la situación de algunas de las ciudades de la antigua Élide. Lasión se ubicaba al este.

Lasión (en griego, Λασιών) es el nombre de una antigua ciudad griega de Élide, que en determinados periodos perteneció a Arcadia. Estaba también cerca de Tritea, en Acaya.
Es citada por Jenofonte en el marco de la guerra contra Élide de los espartanos y sus aliados dirigidos por Agis II hacia el año 399 a. C. Tras el fin de las hostilidades, Élide se vio obligada a perder el dominio de, entre otras, la ciudad de Lasión, que había sido reclamada por los arcadios.
Años después, hacia el 366 a. C., los eleos pudieron recuperar, tomándola por sorpresa, la ciudad de Lasión, pero los arcadios reaccionaron y enseguida combatieron y expulsaron a los eleos.
Es mencionada también por Polibio: en el año 219 a. C., Filipo V de Macedonia se dirigió contra la ciudad de Lasión, que entonces pertenecía de nuevo a los eleos. La guarnición elea huyó y Filipo, tras tomar la ciudad, la entregó a los aqueos.
Se localiza en el valle del alto Ladón, cerca de la actual población de Kumani.